# Gustav Feldmann
Gustav Feldmann (* 13. Dezember 1872 in Kriegshaber bei Augsburg; † 29. September 1947 in Jerusalem) war ein deutscher Mediziner und Förderer der jüdischen Krankenpflege in Deutschland.

## Biographie

### Kindheit und Studium
Gustav Feldmann wurde am 13. Dezember 1872 in Kriegshaber, heute ein Stadtteil von Augsburg, als zweites Kind des jüdischen Kaufmanns Bernhard Feldmann und seiner Frau Johanna geboren. Bernhard Feldmann betrieb in Augsburg ein Geschäft für Weiß- und Kurzwaren, Johanna war Hausfrau. 1874 zog die Familie nach Bamberg, wo Gustav drei Jahre die Volksschule und danach ein Jahr das Schneider´sche Institut besuchte, bevor er 1882 zum Gymnasium wechselte. 1889 siedelte die Familie nach Hof um, wo Gustav 1891 das Gymnasium mit Abitur verließ. Im Wintersemester 1891/92 schrieb er sich im Studienfach Medizin an der Universität München ein und legte im Juli 1893 die Ärztliche Vorprüfung ab. Zum Wintersemester wechselte er an die Universität Freiburg, wo er am 21. Februar 1896 das medizinische Staatsexamen ablegte und am 15. März 1896 mit einer Arbeit über „Wachstumsanomalien bei Knochen“ und der Note „Summa cum laude“ promoviert wurde. Zunächst arbeitete er als Assistenzarzt an den jüdischen Krankenhäusern in Berlin und Hamburg und anschließend am Bürgerhospital in Stuttgart. Von 1899 bis 1935 war er in Stuttgart als Praktischer Arzt und Nervenarzt mit eigener Praxis tätig.

### Professionalisierung der jüdischen Krankenpflege
Überregionale Bedeutung erlangte er durch sein Engagement für die Anerkennung des Berufes der jüdischen Krankenschwester. In zahlreichen Veröffentlichungen hat er sich mit der Bedeutung, den Anforderungen und dem Wesen der jüdischen Krankenpflege sowie der sozialen Stellung der Krankenpflegerinnen auseinandergesetzt und würdigte dabei auch die Arbeit der Vereine für jüdische Krankenpflegerinnen. Seinem Engagement ist es maßgeblich zu verdanken, dass die Stuttgarter Loge B’nai B’rith, deren Präsident er von 1907 bis 1908 war, im April 1905 den Verein „Jüdisches Schwesternheim Stuttgart“ als ambulanten Pflegedienst gründete, wobei die Schwestern jüdische wie nicht-jüdische Kranke in Stuttgart und Umgebung sowie in Ulm und Ludwigsburg betreuten. Gustav Feldmanns Ziel war außerdem die Errichtung eines jüdischen Krankenhauses in Stuttgart mit eigener Krankenpflegeschule, was aber nicht zustande kam. Die Anfänge einer professionell betriebenen Krankenpflege in Deutschland liegen in den beiden letzten Jahrzehnten des 19. Jahrhunderts. Bis zu diesem Zeitpunkt war die Krankenpflege eine Domäne kirchlicher Organisationen und religiöser Gemeinschaften. Krankenschwester war damals noch kein staatlich anerkannter Beruf. Gustav Feldmanns Einsatz für die staatliche Anerkennung dieses Berufes zu einer Zeit, in der Frauen auf die Ehe- und Mutterrolle festgelegt und aus der Erwerbstätigkeit ausgeschlossen waren, wurde von der Medizingeschichte wie der historischen Pflegeforschung bislang nicht beziehungsweise kaum wahrgenommen, obwohl er sich in vielfältigen Funktionen dafür eingesetzt hat.

### Mitgliedschaft in jüdischen Verbänden
Gustav Feldmann war unter anderem
- aktives Mitglied und zeitweiliger Präsident (1907–1908) der Stuttgarter B’nai-B’rith-Loge
- Vorsitzender des Ausschusses der Stuttgart-Loge zur Ausbildung jüdischer Krankenpflegerinnen
- Vorsteher des Jüdischen Schwesternheims Stuttgart
- Vorsitzender des Landesausschusses Württemberg vom Central-Verein deutscher Staatsbürger jüdischen Glaubens und Revisor des Centralvereins in Berlin
- Vorsitzender des Wohlfahrtsausschusses der Jüdischen Nothilfe in Württemberg und des Württembergischen Hilfsfonds
- Obmann der Beratungsstelle für jüdische Ärzte in Württemberg
- Mitglied im engeren Ausschuss des Jüdischen Lehrhauses in Stuttgart
- Mitglied der Jüdischen Kunstgemeinschaft Stuttgart[5]

### Kampf gegen Antisemitismus
Als Mitglied des Central-Vereins deutscher Staatsbürger jüdischen Glaubens und Vorsitzender dessen Württembergischen Landesausschusses stemmte er sich schon in den 1920er Jahren vehement gegen den aufkommenden Antisemitismus. Sinn und Zweck dieses Vereins, der 1899 gegründet wurde, war es, der nicht-jüdischen Bevölkerung zu vermitteln, dass die Juden eine Glaubensgemeinschaft, wie beispielsweise die christlichen Konfessionen, aber kein eigenes Volk seien und sich als deutsche Staatsbürger verstehen. Feldmann hielt dazu öffentliche Vorträge und beschäftigte sich aktiv mit der Identitätsfrage des Judentums in der deutschen und der europäischen Gesellschaft. Um dem weitverbreiteten Vorurteil entgegenzutreten, Juden seien im Ersten Weltkrieg nicht solidarisch an der Seite der Kämpfenden gestanden, dokumentierte er in seiner Schrift Jüdische Frontsoldaten aus Württemberg und Hohenzollern akribisch die Zahl jüdischer Soldaten aus Württemberg, die im Ersten Weltkrieg in der Deutschen Armee an vorderster Front gekämpft haben, sowie den Einsatz jüdischer Krankenschwestern, die in den Lazaretten vor allem nicht-jüdischen Soldaten das Leben gerettet haben. Er selbst hat in den Kriegsjahren mehrere Militärlazarette geleitet.

### Einsatz für jüdische Kollegen und Emigration nach Palästina
Nach dem Machtantritt der Nationalsozialisten begann mit der Verordnung zum Entzug der Kassenzulassung für nicht-arische Ärzte vom 22. April 1933 eine rasch eskalierende Verdrängung und Verfolgung jüdischer Ärzte. Die Verordnung entsprach im Wesentlichen dem, was mit dem „Gesetz zur Wiederherstellung des Berufsbeamtentums“ wenige Wochen zuvor für beamtete und im öffentlichen Dienst angestellte Ärzte auf den Weg gebracht worden war. Infolgedessen setzte sich Gustav Feldmann in seiner Funktion als Obmann der Beratungsstelle für jüdische Ärzte in Württemberg aktiv für seine Kollegen ein. So erstellte er 1933 zunächst eine alphabetische Liste jüdischer Ärzte in Stuttgart, die ihre Kassenzulassung verloren hatten. 1934 wurde eine entsprechende Liste auf sämtliche jüdischen Ärzte in Württemberg erweitert. Feldmann gab schriftliche Anweisungen an die jüdischen Arztpraxen heraus, wie sie sich gegenüber den Repressionen des NS-Staates verhalten sollten. Nachdem Gustav Feldmann die Erfolglosigkeit seiner Bemühungen einsehen musste, sah er für sich und seine Familie keine Zukunft mehr in Deutschland und wurde zum Zionisten. 1935 emigrierte er mit Ehefrau Lilly geb. Mayer und seinen beiden Kindern nach Palästina. In Jerusalem konnte er allerdings beruflich nicht mehr Fuß fassen und verstarb dort 1947. Die Gründung des Staates Israel hat er nicht mehr erlebt.

## Veröffentlichungen
- Gustav Feldmann: Jüdische Krankenpflegerinnen. Gotthelft Verlag, Kassel, 1901
- Gustav Feldmann, Kirchheim, Simon u. a.: Delegierten-Versammlung der Vereinigungen zur Ausbildung jüdischer Krankenpflegerinnen in Deutschland. Verlag Buchdruckerei Leopold Löllbach, Frankfurt am Main, 1904
- Gustav Feldmann: Jüdische Frontsoldaten aus Württemberg und Hohenzollern. Verlag: Landesverband Württemberg des Centralvereins deutscher Staatsbürger jüdischen Glaubens, Stuttgart, 1926